# Кузнецово (Кемское сельское поселение)
Кузнецово — деревня в Вытегорском районе Вологодской области.
Входит в состав Кемского сельского поселения, с точки зрения административно-территориального деления — в Кемский сельсовет.
Расположена на правом берегу реки Кема, на трассе А119. Расстояние до районного центра Вытегры по автодороге — 105 км, до центра муниципального образования посёлка Мирный по прямой — 6 км. Ближайшие населённые пункты — Игнатово, Кабецово, Татариха.
По переписи 2002 года население — 8 человек.